# حقوق الإنسان في توغو
توغو هي بلد صغير وغني في منطقة غرب أفريقيا، وصُنفت على أنها «ليست حرّة» من قبل منظمة فريدوم هاوس منذ عام 1972 حتى عام 1998 ومرة أخرى منذ عام 2002 حتى عام 2006ـ، وصنفت على أنها «حرة جزئياً» منذ عام 1999 حتى عام 2001 ومجدداً منذ عام 2007 حتى الآن (وفقاً للمسؤولين الحكوميين)، ويعاني هذا البلد من مشاكل خطيرة وطويلة الأمد في حقوق الإنسان.
وفقاً لتقرير صادر عن وزارة الخارجية الأمريكية اعتماداً على الأوضاع في عام 2010 فإن هذه المشاكل تتضمن «استخدام القوى الأمنية للقوة المفرطة مثل التعذيب، مما أدى إلى الوفيات والإصابات، الإفلات من العقاب بشكل رسمي، وظروف السجن القاسية والمهددة للحياة والاعتقالات والاحتجازات التعسفية والحبس الاحتياطي طويل الأمد؛ والتأثير التنفيذي على القضاء، وانتهاك حقوق الخصوصية للمواطنين والقيود المفروضة على حرية الصحافة والتجمع والحركة، والفساد الرسمي والتمييز والعنف ضد المرأة، وإساءة معاملة الأطفال بما فيها تشويه الأعضاء التناسلية للإناث، والاستغلال الجنسي للأطفال والتمييز العرقي والإثني، والمتاجرة بالأشخاص وعلى وجه الخصوص الأطفال والنساء، والتمييز المجتمعي ضد ذوي الإعاقة والتمييز المجتمعي والرسمي ضد الأشخاص المثليين، والتمييز المجتمعي ضد الأشخاص المصابين بفيروس العوز المناعي البشري، والعمالة القسرية بما فيها عمالة الأطفال.

## الخلفية التاريخية
حصت توغو، التي كانت محمية ألمانية وأصبحت لاحقاً مُلكيّة فرنسية، على استقلالها عام 1960 ويتم منذ ذلك الحين انتقادها بسبب سجل حقوق الإنسان الخاص بها. تولّى القائد العسكري جناسينجبي إياديما السلطة عام 1967؛ على الرغم من تشريع الأحزاب السياسية عام 1991 وتصديق الدستور الديمقراطي في عام 1992، فقد استمر اعتبار نظام الحكم على أنه قمعي، وفي عام 1993 قطع الاتحاد الأوروبي المساعدات كرد على انتهاكات النظام لحقوق الإنسان. بعد موت إياديما في عام 2005 تولّى ابنه، فور جناسينجبي مكانه، ثم تنحى وتم انتخابه في انتخابات يمكن وصفها بأنها كانت ثابتة وتسببت بعنف أدى إلى مقتل ما يصل إلى 600 شخص وهروب 40 ألف لاجئ من توغو.
فيما يلي جدول يبين تصنيفات توغو منذ عام 1972 بما يتعلق بتقارير الحرية في العالم، التي يتم نشرها سنوياً من قبل منظمة بيت الحرية.

## الحقوق الأساسية
يحظر دستور توغو وقوانينه التمييز «على أساس العرق أو الجندر أو الدين أو اللغة أو الحالة الاجتماعية» ولكن لا يتم تنفيذ حالات الحظر هذه كما ينبغي. على الرغم من أن دستور توغو وقوانينها تضمن حرية التعبير وحرية الصحافة يوجد قيود كبيرة على هذه الحقوق، حيث يتم تغريم ومقاضاة العديد من الصحفيين بتهمة التشهير، كما يشارك بعضهم في الرقابة الذاتية لتجنب الدعاوي القضائية أو أعمال العنف الانتقامية.
يمكن أن ترتفع قيمة غرامات التشهير لتصل إلى خمسة ملايين فرنك أفريقي (10 آلاف دولار أمريكي) وقد بلغ عدد قضايا واتهامات التشهير وخاصة تلك التي تتضمن تصريحات عن الرئيس وعائلته ذروته في عام 2010. في عام 2011 شكّل الصحفيون مجموعة تحت اسم «أنقذوا الصحفيين الواقعين في خطر» بعد أن تم ذكر أسماء بعض منهم في مذكرة مجهولة المصدر، من المفروض أنها من الحكومة، تهددهم بالتعذيب والاعتداء الجسدي. وفقاً لتقرير عام 2012 الصادر عن منظمة بيت الحرية فإن حجم قطاع الإعلام في توغو «مذهل بالنسبة إلى دولة صغيرة نسبياً وغالباً ما يكون محتواه مسيّساً للغاية. هناك تقريباً 30 جريدة خاصة تنشر بانتظام نوعاً ما، من ضمنها اثنان يوميتان، وتقريباً مئة محطة إذاعية خاصة وثماني محطات تلفزيونية مستقلة.» لا تتطلب وسائل الإعلام المطبوعة تراخيصاً رسمية، لكن «حالات الإفلات من العقاب المنتشرة بشكل واسع ضد الصحفيين شكّلت بيئة إعلامية غير حرّة تتسم بالرقابة الذاتية والتي استمرت خلال سنة الانتخابات المضطربة في عام 2010، ولم تتحسن إلا بشكل هامشي في عام 2011.»
من المفترض أن تكون الهيئة العليا للسمعيات والبصريات (HAAC) وكالة مستقلة تحمي حرية الصحافة، ولكنها في الواقع تمارس رقابة على وسائل الإعلام نيابة عن الحكومة ولديها سلطة تعليق عمل أي صحيفة لمدة ستة أشهر ومصادرة البطاقات الصحفية والمعدات للصحفيين. كما أن المحطات الإذاعية لا يمكنها نقل البرامج الأجنبية بدون موافقة الهيئة العليا للسمعيات والبصريات. مع ذلك فإن جزء كبير من الصحافة ينتقد الحكومة، في حين أن وسائل الإعلام الحكومية منحازة لصالحها بشكل كبير. على الرغم من أن وسائل الإعلام الخاصة تطورت في العقد السابق إلا أن الحكومة ما تزال تمتلك وسائل الإعلام ذات الجمهور الأكبر، بما فيها المحطة التلفزيونية الوطنية الوحيدة. في عام 2012 علّقت الهيئة العليا للسمعيات والبصريات برامج الاتصال على محطة ليجاند إف إم، وهو أمرٌ تم تأييده من قبل قاضٍ في لومي.
قال مدير الأخبار في المحطة غاي ماريو أنها «كانت تُعاقب بسبب برنامجها المعروض في يونيو والذي كان المتصلون ينتقدون فيه القمع العنيف الذي قامت به قوات الأمن ضد المحتجين المناهضين للحكومة في لومي، وقال ماريو أن البرنامج الذي تم بثّه مدة تسعة أيام ضمّ مشاركين ينتقدون الحكومة بلغة غير خاضعة للرقابة. لم يتم إعطاء المحطة الفرصة للدفاع عن نفسها في المحكمة، الأمر الذي يتعارض مع القانون التوغوي. وقال ماريو «لم يتم إعلامنا أو دعوتنا أو استدعاؤنا إلى المحكمة، سواء كان نحن أو محامينا».
في عام 2010 خلال الحملة الانتخابية الرئاسية لم يتم منح صحفيين فرنسين التفويض حتى يوم الانتخابات، تحسّن الوضع على هذه الجبهة في عام 2011. لا يوجد أي قيود أو مراقبة على استخدام الأنترنت.
يتم الاحتفاظ بقوات أمنية في الجامعة لترهيب الأكاديميين، كما يحضر المخبرون السريون للحكومة الفصول الدراسية. بينما يضمن دستور توغو وقوانينها حرية التجمع، فإنه مقيّد بشكل عام، حيث تمنع الحكومة اجتماعات معارضيها وتستخدم القوة بما فيها القوى المميتة، لتفريق الظاهرات المناهضة للحكومة.
وبالمثل تضمن توغو من الناحية الفنية حق التنقل بحريّة في جميع أنحاء البلاد، والسفر خارجاً والهجرة والعودة إلى الوطن، هذه الحقوق تنفيذها أيضاً مقيّد حيث تقوم القوات المسلحة بإدارة نقاط تفتيش في أرجاء البلاد يبحثون فيها عن المسافرين بشكل عشوائي ويطلبون الرشاوي. في مايو عام 2012 صدر قانون بطلب إبلاغ سابق للمظاهرات العامة.
في السنة ذاتها قامت قوات الأمن باستخدام قوّة مفرطة لتفريق عدد من المظاهرات، وتعرض رئيس الاتحاد الوطني للتغيير للإقامة الجبرية لمنعه من المشاركة في الاحتجاجات. تم اعتقال الطلاب الناشطين الذين لهم صلة بحركة «تطوير الطلاب التوغوين» وضربهم بالرصاص المطاطي، وأُسيئت معاملتهم عموماً. يعتبر الفساد جريمة ولكن نادراً ما يتم العقاب عليها. وفقاً لمؤشرات الحوكمة العالمية للبنك العالمي للعام 2009، كان الفساد الحكومي يشكل مشكلة خطيرة. كان الفساد شائعاً بين مسؤولي السجون وضباط الشرطة وأعضاء السلك القضائي.» كانت انتخابات عام 2005 مليئة بالتلاعب والعنف والتخويف، لكن انتخابات عام 2010 كانت آمنة نسبياً وتم اعتبارها بشكل عام حرّة ونزيهة. بدأت المعارضة بالقيام بالاحتجاجات في شهر أبريل مطالبةً بإصلاحات انتخابية وطالبت بإنهاء سلسلة حكم عائلة غناسينغبي، وأصرت على احترام حقوق الإنسان.
قامت قوات الأمن الحكومية بقمع عدد من المظاهرات بوحشية في منتصف عام 2012. في أكتوبر عام 2012، وصف طالب علم اجتماع الوضع بأنه «مقلق للغاية»، مشيراً إلى أن المعارضة «متصلبة على موقفها ولا يبدو أن الحكومة تستمع لها.»
قال وزير مالية واقتصاد سابق في الوقت نفسه أن الشعب التوغوي «غاضب من تقلبات الحكومة فيما يتعلق بحقوق الإنسان وتصرفاتها الاستبدادية واستخدامها للقضاء للتشبث بالسلطة.» في توغو، حيث 33 بالمية من السكان روحانيون، و28 بالمئة منهم كاثوليك و14 بالمئة مسلمون سنيون، و10 بالمئة بروتستانت حيث تعتبر كل من الايام المقدسة للمسلمين والمسيحيين هي عطل وطنية، لم ترد أي تقارير في السنوات الأخيرة عن انتهاكات الحرية الدينية أو التمييز على أساس الانتماء الديني. يدعو عناصر من مختلف الأديان بعضهم البعض إلى ممارسة الشعائر الدينية وذلك وفقاً لتقرير وزارة الخارجية لعام 2012 عن الحرية الدينية، والذي أشار أيضاً إلى أن الزواج بين الأديان أمر شائع.